# Smoke + Mirrors
Smoke + Mirrors je druhé studiové album americké rockové hudební skupiny Imagine Dragons. Album bylo natočeno během roku 2014 v domovském studiu skupiny v Las Vegas. Muzikanti sami jej produkovali společně s britským hiphopovým producentem Alexanderem Grantem, známějším pod uměleckým jménem Alex da Kid. Album vyšlo dne 17. února 2015 prostřednictvím vydavatelství Interscope Records a KIDinaKORNER.
Album od svého vydání získalo různé reakce od kritiků. Nicméně se umístilo na prvním místě v hitparádě Billboard 200 a též debutovalo na prvním místě v UK Albums Chart a Canadian Albums Chart. Získalo zlatou desku ve Spojených státech, Spojeném království a Brazílii. Mezi tři oficiální singly, které z desky vyšly, patří „I Bet My Life“, „Gold“ a „Shots“.

## Seznam písní
Všechny skladby, až na vypsané výjimky, složili a produkovali Ben McKee, Daniel Platzman, Dan Reynolds a Daniel Wayne Sermon.
| Pořadí         | Název                | Autor                            | Producent(i)                     | Délka |
| -------------- | -------------------- | -------------------------------- | -------------------------------- | ----- |
| 1.             | Shots                |                                  |                                  | 3:52  |
| 2.             | Gold                 | Alexander Grant, Imagine Dragons | Alexander Grant, Dragons         | 3:36  |
| 3.             | Smoke and Mirrors    |                                  |                                  | 4:20  |
| 4.             | I'm So Sorry         |                                  |                                  | 3:50  |
| 5.             | I Bet My Life        |                                  |                                  | 3:14  |
| 6.             | Polaroid             |                                  |                                  | 3:51  |
| 7.             | Friction             |                                  |                                  | 3:21  |
| 8.             | It Comes Back to You |                                  |                                  | 3:37  |
| 9.             | Dream                | Imagine Dragons, Alexander Grant | Imagine Dragons, Alexander Grant | 4:18  |
| 10.            | Trouble              |                                  |                                  | 3:12  |
| 11.            | Summer               |                                  |                                  | 3:38  |
| 12.            | Hopeless Opus        |                                  |                                  | 4:01  |
| 13.            | The Fall             |                                  |                                  | 6:05  |
| Celková délka: | Celková délka:       | Celková délka:                   | Celková délka:                   | 50:55 |

## Hudebníci
- Dan Reynolds – zpěv
- Daniel Wayne Sermon – kytara
- Ben McKee – basová kytara
- Daniel Platzman – bicí, viola